# Distrito de Satu Mare
Satu Mare es un distrito (județ) ubicado en la zona septentrional de Rumania, en la región de Transilvania. Su superficie es de 4418 km² y su población es de 367 281 habitantes (en 2002), con una densidad de 83 hab./km². 
La ciudad capital del distrito es la homónima Satu Mare (115 142 hab).
Además de los rumanos, que representan un 58,8 % de la población del distrito, Satu Mare cuenta con una importante minoría de origen húngaro (35,2 % de los habitantes del distrito).

## Distritos vecinos
- Distrito de Maramureş por el este.
- Hungría por el oeste (distrito de Szabolcs-Szatmár-Bereg).
- Ucrania por el norte (Óblast de Transcarpatia).
- Distritos de Bihor y Sălaj por el sur.

## Demografía
En el año 2002, la población del distrito ascendía a 367 281 habitantes, mientras que la densidad poblacional era de 83 hab/km².
- Rumanos - 58,8 %
- Húngaros - 35,2 %
- Romaníes - 3,7 %
- Alemanes - 1,7 %
- Ucranianos, eslovacos y otros.

Los húngaros habitan especialmente en aquellas poblaciones asentadas en las cercanías de la frontera con Hungría, aunque también hay habitantes de este origen en el interior del distrito.
| Año  | Población del distrito |
| ---- | ---------------------- |
| 1948 | 312 672                |
| 1956 | 337 351                |
| 1966 | 359 393                |
| 1977 | 393 840                |
| 1992 | 400 789                |
| 2002 | 367 281                |

## Geografía
El distrito tiene una extensión territorial de 4418 km².
En el norte se encuentran los Montes Oaş, que forman parte de los Cárpatos Orientales, y ocupan un 17 % de la superficie del distrito. El resto de la geografía de Satu Mare se compone principalmente de colinas (20 % de la superficie) y llanuras. La región occidental del distrito forma parte de la Llanura panónica.
Satu Mare es atravesado por numerosos ríos, entre los cuales se encuentran el Someş, el Tur y el Crasna.

## Economía
Satu Mare se encuentra ubicado en una localización estratégica, cerca de la triple frontera entre Rumania, Hungría y Ucrania, y es una de las zonas del país con mayor desarrollo industrial y agrícola.
Las industrias que predominan en el distrito de Satu Mare incluyen:
- Industria textil.
- Industria de componentes automotrices.
- Industria de alimentos.
- Industria maderera.

## Turismo
Los principales destinos turísticos de este distrito son:
- El "País Oaș" en la zona nordeste del distrito, donde aún perduran fuertes tradiciones propias del folklore rumano.
- Los Montes Oaş.
- Las ciudades de Satu Mare y Carei.
- El resort de Tăşnad.
- Las fortificaciones de Ardud y Medieşu Aurit.

## Divisiones administrativas
El distrito cuenta con 2 municipios, 4 ciudades y 59 comunas.

### Municipios
- Satu Mare
- Carei

### Ciudades
- Ardud
- Livada
- Negrești-Oaș
- Tășnad

### Comunas
- Acâș
- Agriș
- Andrid
- Apa
- Bătarci
- Beltiug
- Berveni
- Bixad
- Bârsău
- Bogdand
- Botiz
- Călinești-Oaș
- Cămărzana
- Cămin
- Căpleni
- Căuaș
- Cehal
- Certeze
- Ciumești
- Craidorolț
- Crucișor
- Culciu
- Doba
- Dorolț
- Foieni
- Gherța Mică
- Halmeu
- Hodod
- Homoroade
- Lazuri
- Medieșu Aurit
- Micula
- Moftin
- Odoreu
- Orașu Nou
- Păulești
- Petrești
- Pir
- Pișcolt
- Pomi
- Porumbești
- Racşa
- Sanislău
- Santău
- Săcășeni
- Săuca
- Socond
- Supur
- Tarna Mare
- Terebești
- Tiream
- Târșolț
- Turț
- Turulung
- Urziceni
- Valea Vinului
- Vetiș
- Viile Satu Mare
- Vama